# Борель, Эжен
Эжен Борель (фр. Eugène Borel; 17 июня 1835, Невшатель, Швейцария — 14 июня 1892, Берн, Швейцария) — швейцарский политик.

## Биография
Эжен Борель получил образование в гуманистической школе в Невшателе, затем изучал право в университетах Мюнхена и Гейдельберга. После стажировки он, в возрасте 21 года, стал прокурором в Невшателе.
С 1857 года, Борель избирался в Генеральный совет (законодательный орган) города Невшатель, затем, с 1864 года, в Городской совет (правительство). В 1862 году он был избран в Большой совет (парламент) кантона Невшатель, а в 1865 году в Государственный совет (кантональное правительство), где руководил сначала военным департаментом (1865—1870), затем департаментом юстиции (1870—1872). В 1867—1868 и 1870—1871 годах возглавлял правительство кантона.
В 1865 году он был избран в Совет кантонов, где председательствовал 1869 году. Во время своего пребывания в должности, он боролся за полный пересмотр швейцарской конституции, однако его редакция была подвергнута сильной критике и не была принята на референдуме в 1872 году.
7 декабря 1872 года Борель был избран членом Федерального совета и принял от своего предшественника департамент почт и телеграфа. В 1875 году занимал пост вице-президента Швейцарии.
Борель вёл интенсивную работу по созданию Всеобщего почтового союза, который был наконец основан 9 октября 1874 года, на конференции 22 государств в Берне (в 1878 году переименован во Всемирный почтовый союз). Борель стал первым директором новой организации. 3 июня 1875 он объявил о своем уходе из правительства. Две недели спустя, Федеральное собрание приняло его отставку, но единогласно попросило его остаться до конца года в должности.